# Episodi di Moonlighting (prima stagione)
La prima stagione della serie televisiva Moonlighting è stata trasmessa negli Stati Uniti dal 3 marzo 1985 al 2 aprile 1985.
 In Italia è andata in onda nel 1989 su Rai 2.
| nº | Titolo originale                | Titolo italiano                     | Prima TV USA  | Prima TV Italia |
| -- | ------------------------------- | ----------------------------------- | ------------- | --------------- |
| 1  | Pilot                           | L'orologio da polso                 | 3 marzo 1985  | 17 aprile 1989  |
| 2  | Pilot                           | L'orologio da polso                 | 3 marzo 1985  | 18 aprile 1989  |
| 3  | Gunfight at the So-So Corral    | Sicario contro sicario              | 5 marzo 1985  | 19 aprile 1989  |
| 4  | Read the Mind... See the Murder | Fuga di notizie                     | 12 marzo 1985 | 20 aprile 1989  |
| 5  | The Next Murder You Hear        | Meglio morti che in buona compagnia | 19 marzo 1985 | 21 aprile 1989  |
| 6  | Next Stop Murder                | Prossima fermata omicidio           | 26 marzo 1985 |                 |
| 7  | The Murder's in the Mail        | Russo, americano e un po' cinese    | 2 aprile 1985 |                 |

## L'orologio da polso
- Titolo originale: Pilot
- Diretto da: Robert Butler
- Scritto da: Glenn Gordon Caron

## Sicario contro sicario
- Titolo originale: Gunfight at the So-So Corral
- Diretto da: Peter Werner
- Scritto da: Michael Petryni

## Fuga di notizie
- Titolo originale: Read the Mind... See the Murder
- Diretto da: Burt Brinckerhoff
- Scritto da: Joe Gannon

## Meglio morti che in buona compagnia
- Titolo originale: The Next Murder You Hear
- Diretto da: Peter Werner
- Scritto da: Peter Silverman

## Prossima fermata omicidio
- Titolo originale: Next Stop Murder
- Diretto da: Kevin Conner
- Scritto da: Ali Marie Matheson, Kerry Ehrin

## Russo, americano e un po' cinese
- Titolo originale: The Murder's in the Mail
- Diretto da: Peter Werner
- Scritto da: Michael Scheff, Mary Ann Kasica